# 基斯瓦拉尼卡薩山
14°45′57″S 71°49′30″W / 14.76583°S 71.82500°W
基斯瓦拉尼卡薩山（Kiswarani Q'asa），是秘魯的山峰，位於該國南部庫斯科大區，由埃斯皮納爾省的科波拉克區負責管轄，屬於安地斯山脈的一部分，海拔高度4,863米。